# Arthroleptis xenochirus
Arthroleptis xenochirus es una especie de anfibios de la familia Arthroleptidae.
Habita en Angola, la República Democrática del Congo, Malaui, Tanzania, Zambia y posiblemente en Uganda.
Sus hábitats naturales incluyen bosques tropicales o subtropicales secos y a baja altitud, montanos secos tropicales o subtropicales, sabanas secas, zonas de arbustos tropicales o subtropicales, plantaciones, jardines rurales, ríos, zonas anegadas temporal o permanentemente y praderas a baja altitud.